# Armadilha estrutural
Armadilha estrutural ou trapa estrutural em geologia do petróleo é um tipo de armadilha geológica (de onde o termo no ramo trapa, do inglês) que se forma como resultado de alterações na estrutura do subsolo, devido a processos tectônicos, diapíricos, gravitacionais e compactacionais. Estas alterações bloqueiam a migração ascendente dos hidrocarbonetos e podem conduzir a formação de um reservatório de petróleo.  
Armadilhas estruturais são o mais importante tipo de armadilha representando a maioria das descobertas de reservas de petróleo do mundo. As três formas básicas de armadilhas estruturais são a armadinha anticlinal, a armadilha de dobra e a armadilha de domo de sal.